# Fermi-Energie
Die Fermi-Energie (auch Fermi-Niveau oder Fermi-Potential, engste Umgebung Fermi-Kante; nach Enrico Fermi) ist ein physikalischer Begriff aus der Quantenstatistik. Die Fermi-Energie gibt die höchste Energie an, die ein Teilchen in einem Vielteilchensystem gleichartiger Fermionen (einem Fermi-Gas) haben kann, wenn das System als Ganzes in seinem Grundzustand ist.
Am absoluten Nullpunkt sind alle Zustände zwischen dem tiefstmöglichen Niveau und der Fermi-Energie voll besetzt, darüber keiner. Dies ist eine Folge des nur bei Fermionen (z. B. Elektronen) geltenden Pauli-Prinzips, nach dem sich in keinem Zustand mehr als ein Teilchen befinden kann; zur näheren Begründung siehe Fermi-Dirac-Statistik. Die Zustände werden also vom Zustand geringster Energie aufgefüllt. Für den Grundzustand trennt die Fermi-Energie also die besetzten von den unbesetzten Zuständen. Die Fermi-Energie wird als Energiedifferenz zum tiefstmöglichen Energieniveau angegeben.
Führt man dem System Energie zu, dann bezeichnet die Fermi-Energie diejenige Energie, bei der im thermodynamischen Gleichgewicht die Besetzungswahrscheinlichkeit gerade 50 % beträgt, siehe chemisches Potential. Je nach Form der Zustandsdichte kann sie bei {\displaystyle T>0\;\mathrm {K} } nach oben oder unten von dem Wert bei {\displaystyle T=0\,\mathrm {K} } abweichen.
Die Fermi-Energie macht sich z. B. beim Photoeffekt an Metalloberflächen in Gestalt der Austrittsarbeit bemerkbar, als die Arbeit also, die einem Elektron an der Fermikante mindestens zugeführt werden muss, um es aus dem Metall herauszuschlagen.
Manche Autoren bezeichnen die Fermi-Energie als die Energiedifferenz, die bei {\displaystyle T=0\,\mathrm {K} } der höchstenergetische besetzte Zustand über dem Einteilchengrundzustand hat, während sich das Fermi-Niveau auf einen beliebigen Nullpunkt beziehen kann und insbesondere auch für {\displaystyle T>0\,\mathrm {K} } verwendet wird.

## Beschreibung
Für die Fermi-Energie {\displaystyle E_{\mathrm {F} }} in einem Gas aus nicht-wechselwirkenden Fermionen mit Masse {\displaystyle m} und Energiedispersionsrelation {\displaystyle E(k)=\hbar ^{2}k^{2}/(2m)} gilt
{\displaystyle E_{\mathrm {F} }={\frac {\hbar ^{2}}{2m}}(3{\pi }^{2}n)^{\frac {2}{3}}\,.}
Dabei ist 
- {\displaystyle \hbar ={\tfrac {h}{2\pi }}} die reduzierte Planck-Konstante,
- {\displaystyle m} die Teilchenmasse,
- {\displaystyle n={\tfrac {N}{V}}} die Teilchendichte mit
  - der Teilchenzahl {\displaystyle N} und
  - dem Volumen {\displaystyle V},
- {\displaystyle {\vec {k}}} der Wellenvektor.

Die Fermi-Energie ist eine Folge der Quantenphysik, insbesondere der Quantenstatistik. Die genaue theoretische Begründung des Begriffs setzt eine große Anzahl nicht-wechselwirkender Teilchen voraus. Durch die vielfältigen Wechselwirkungen der Fermionen ist die Fermi-Energie daher streng genommen eine Näherung, die überall dort große Bedeutung hat, wo die Eigenschaften des Systems nicht so sehr durch die Wechselwirkung der Teilchen, sondern stärker durch die gegenseitige Ausschließung bestimmt sind.

Fermi-Verteilung
für verschiedene Temperaturen

Die Fermi-Energie spielt für die Eigenschaften eines Fermi-Gases nicht nur in seinem Grundzustand ({\displaystyle T=0\;\mathrm {K} }) eine wichtige Rolle, sondern auch bei höheren Temperaturen, solange die thermische Energie {\displaystyle k_{\mathrm {B} }T} deutlich niedriger ist als die Fermi-Energie:
{\displaystyle k_{\mathrm {B} }T\ll E_{\mathrm {F} }}
mit
- der Boltzmann-Konstanten {\displaystyle k_{\mathrm {B} }} und
- der Temperatur {\displaystyle T.}

Die Fermi-Kante ist dann keine absolut scharfe Begrenzung mehr, wo die Besetzungszahl der Einteilchenzustände von 1 auf 0 springt, sondern etwas aufgeweicht: Die Besetzungszahl fällt in einem Energiebereich von einigen {\displaystyle k_{\mathrm {B} }T} stetig von (nahezu) 1 auf (nahezu) 0 ab. Solche Fermi-Gase werden als entartet bezeichnet. Jedes Fermi-Gas ist entartet, wenn es nicht zu sehr verdünnt und die Temperatur nicht zu hoch ist. Die genaue Abhängigkeit der Besetzungszahl von der Energie und der Temperatur wird durch die Fermi-Verteilung beschrieben. 
Zwar stimmt es für schwach wechselwirkende fermionische Systeme nicht mehr, dass alle Zustände, die energetisch unter der Fermi-Energie liegen, besetzt sind und alle darüber unbesetzt, aber auch hier hat die Fermi-Energie noch eine große Bedeutung. Angeregte Zustände mit Energie {\displaystyle E} knapp ober- oder unterhalb der Fermi-Energie sind dann so langlebig, dass sie noch gut als Teilchen definiert sind (Lebensdauer {\displaystyle \tau \propto 1/[(E-E_{\mathrm {F} })^{2}+(\pi k_{\mathrm {B} }T)^{2}]}, man spricht dann von Quasiteilchen oder ‑löchern). „Gut als Teilchen definiert“ ist hier so zu verstehen, dass man diese angeregten Zustände nahe der Fermi-Kante, die keine Eigenzustände des Hamiltonoperators mit Elektron-Elektron-Wechselwirkung sind (daher die endliche Lebensdauer), näherungsweise mit den Eigenzuständen des wechselwirkungsfreien Hamiltonoperators identifizieren kann. All dies wird beschrieben in der Fermi-Flüssigkeits-Theorie. Aus dieser Theorie wird deutlich, dass die Zustände mit Energien nahe der Fermikante z. B. für Transportphänomene wie elektrische oder Wärmeleitfähigkeit essentiell sind und warum einfache Theorien, die die Elektron-Elektron-Wechselwirkung komplett vernachlässigen, wie die Drude- und Sommerfeld-Theorie, manchmal akzeptable Ergebnisse für reale Materialien liefern (meist nur bei Materialien ohne starke Wechselwirkung oder komplizierte Bandstrukturen).

## Herleitung für ein einfaches Beispiel
Für diese Herleitung betrachtet man einen Festkörper mit einem unabhängigen Elektronengas, vernachlässigt also die Elektron-Elektron-Wechselwirkung. Außerdem betrachtet man es im Grundzustand, also bei einer Temperatur von 0 Kelvin. Als Näherung für den Festkörper nimmt man ein unendliches, periodisches Potential an und beschreibt die Wellenfunktion in einem Würfel der Kantenlänge {\displaystyle L}, sodass für die Wellenfunktion als Randbedingung
{\displaystyle \Psi (x+L,y,z)=\Psi (x,y,z)} (analog für {\displaystyle y} und {\displaystyle z})
gilt. Mit der Bloch-Funktion als Lösung für die stationäre Schrödingergleichung ergibt sich für die Komponenten des Wellenzahlvektors als Bedingung
{\displaystyle k_{i}={\frac {2\pi n_{i}}{L}},}
mit ganzen Zahlen {\displaystyle n_{i}}, wobei {\displaystyle i} für die {\displaystyle x}-, {\displaystyle y}- oder {\displaystyle z}-Komponente steht.
Für den Grundzustand werden die Energie-Niveaus bis zur Fermi-Energie {\displaystyle E_{\mathrm {F} }} mit
{\displaystyle E_{\mathrm {F} }={\frac {\hbar ^{2}k_{\mathrm {F} }^{2}}{2m}}}
komplett aufgefüllt, also nach dem Pauliprinzip mit je maximal zwei Elektronen entgegengesetzten Spins. Dabei ist {\displaystyle k_{\mathrm {F} }} die zur Fermi-Fläche gehörende Wellenzahl.
Aus der Bedingung für {\displaystyle k_{i}} ergibt sich, dass in einem {\displaystyle k}-Raum-Volumen von
{\displaystyle V_{0}=\left({\frac {2\pi }{L}}\right)^{3}={\frac {(2\pi )^{3}}{V}}}
genau ein Zustand liegt, in einer Kugel mit dem Radius {\displaystyle k_{\mathrm {F} }} und dem Volumen {\displaystyle V_{\mathrm {F} }=(4\pi /3){k_{\mathrm {F} }}^{3}} (der Fermi-Kugel) sich also {\displaystyle V_{\mathrm {F} }/V_{0}} Zustände, d. h. doppelt so viele Elektronen befinden.
Wenn man diese Beziehung nach {\displaystyle k_{\mathrm {F} }} umstellt und in die Fermi-Energie einsetzt, ergibt sich die eingangs genannte Formel
{\displaystyle E_{\mathrm {F} }={\frac {\hbar ^{2}}{2m}}(3{\pi }^{2}n)^{\frac {2}{3}}.}

## Fermi-Energie im Halbleiter und Isolator
Die Fermi-Energie im Halbleiter/Isolator liegt etwa in der Mitte der Bandlücke. Dies resultiert aus der Fermi-Dirac-Statistik. Darin beschreibt der Parameter Fermi-Energie die Energie, bei der ein Elektronenzustand (wenn es an dieser Stelle einen gäbe) mit Wahrscheinlichkeit ½ besetzt ist (was nicht mit dem Begriff Aufenthaltswahrscheinlichkeit zu verwechseln ist, der das Absolutquadrat der Wellenfunktion eines Elektrons an einem bestimmten Ort bezeichnet).
Durch Dotierung kann die Fermi-Energie im Halbleiter verschoben werden:
- eine {\displaystyle p}-Dotierung verschiebt die Fermi-Energie, durch die erhöhte Anzahl an positiven Ladungsträgern (Löchern), in Richtung Valenzband.
- eine {\displaystyle n}-Dotierung verschiebt die Fermi-Energie, durch die erhöhte Anzahl an negativen Ladungsträgern (de-lokalisierten Elektronen), in Richtung Leitungsband.

Damit hat die Fermi-Energie einen wichtigen Einfluss auf die elektrischen Eigenschaften eines Halbleiters und ist von enormer Bedeutung beim Design elektrischer Bauelemente (z. B. Transistoren).

## Beispiele
Die Fermi-Energie hilft in vielen Teilgebieten der Physik, Phänomene zu beschreiben, die keine klassische Deutung haben.
- Die feste Austrittsarbeit bei Leitungselektronen in einem Metall (s. Photoeffekt, Kontaktpotenzial, Elektrochemische Spannungsreihe, Opferanode) ist gerade der Energieunterschied zwischen der Fermi-Kante und der Energie des Elektrons im Vakuum.
- Die spezifische Wärme der Metalle ist viel geringer als nach der klassischen Physik zu erwarten. Denn die Leitungselektronen darin, die man mit erwärmen muss, bilden ein entartetes Fermi-Gas, das zur Erwärmung viel weniger Energie braucht als ein normales Gas. Der Grund ist, dass es für die überaus meisten Elektronen verboten ist, Energien der Größenordnung {\displaystyle k_{\mathrm {B} }T} aufzunehmen, weil auf den entsprechenden höheren Niveaus kein Platz frei ist. Nur sehr wenig Elektronen (relativ zur Gesamtmenge der Elektronen) nahe der Fermi-Kante können ihre Energie um diese kleinen Beträge ändern und daher beim thermischen Gleichgewicht mitwirken. Um zu verdeutlichen, wie schmal die Fermi-Kante im Vergleich zu ihrem Abstand zur unteren Bandkante ist, wird dieser auch als Fermi-Temperatur ausgedrückt. Für die meisten Metalle liegt {\displaystyle T_{\mathrm {F} }=E_{\mathrm {F} }/k_{\mathrm {B} }} weit über ihrem Schmelzpunkt.
- Die elektrische Leitfähigkeit von Metallen ist viel größer als mit der klassischen Physik zu verstehen, denn die meisten Elektronen tragen weder zum Stromtransport bei (weil sie paarweise in entgegengesetzte Richtungen fliegen) noch stehen sie als Stoßpartner für die den Strom tragenden Elektronen nahe der Kante zur Verfügung (denn es fehlen unbesetzte Zustände, in die gestreut werden könnte). Zudem vermindert die hohe Geschwindigkeit der Elektronen an der Fermi-Kante die Streuung an Gitterstörungen. Diese Fermi-Geschwindigkeit {\displaystyle \textstyle v_{\mathrm {F} }={\sqrt {\frac {2E_{\mathrm {F} }}{m_{\mathrm {e} }}}}} (mit der Elektronenmasse {\displaystyle m_{\mathrm {e} }}) liegt für die meisten Metalle bei etwa einem halben Prozent der Lichtgeschwindigkeit.
- Sterne vom Typ Weißer Zwerg werden durch das entartete Elektronengas bei einem gewissen Radius stabilisiert, denn bei weiter fortgesetzter Kompression würde die Fermi-Energie des Elektronengases mehr ansteigen als durch den Gewinn an Gravitationsenergie gedeckt wird. Dies gilt bis zur Chandrasekhar-Grenze für die Masse.
- Weiße Zwerge bzw. Kerne von Riesensternen mit größerer Masse explodieren als Supernova. Im Verlauf der fortgesetzten Kompression erreicht das Fermi-Gas der Protonen eine so hohe Fermi-Energie, dass diese sich in die (etwas schwereren) Neutronen umwandeln können. Das eröffnet die Möglichkeit zu weiterer und sogar beschleunigter Kompression, etwa bis zur Dichte der Kernmaterie.
- Die Einteilung der festen Stoffe nach ihrer elektrischen Leitfähigkeit in Isolatoren, Halbleiter und Metalle richtet sich danach, wo das Fermi-Niveau in Bezug auf die Energiebänder der Elektronen liegt. Fällt es in eine Bandlücke, liegt ein Isolator (breite Bandlücke) oder ein Halbleiter (schmale Bandlücke) vor, fällt es inmitten eines Bands, handelt es sich um ein Metall.
- Die in weiten Bereichen veränderliche elektrische Leitfähigkeit von Halbleitern (also die technische Grundlage der elektronischen Bauteile) wird weitestgehend davon bestimmt, wo die Fermi-Energie in der Bandlücke genau liegt: bei einem intrinsischen Halbleiter in der Mitte, bei einem p-Leiter dicht am unteren Rand, bei einem n-Leiter am oberen.
- Können zwei Systeme Teilchen austauschen, so gleichen sich außer ihren Temperaturen auch ihre Fermi-Energien an. So entsteht z. B. im Kontakt eines p-Halbleiters mit einem n-Halbleiter eine Diode.
- Die chemische Reaktion in einem Gemisch verschiedener Stoffe wird allgemein dadurch bestimmt, dass sie zur Angleichung der chemischen Potentiale aller Stoffe führt. Für einen Stoff, dessen Teilchen Fermionen sind, ist das chemische Potential daher durch das Fermi-Niveau gegeben.

## Nachweise
1. ↑  Enrico Fermi: Zur Quantelung des einatomigen idealen Gases. In: Zeitschrift für Physik. Bd. 36, 1926, S. 902–912, DOI: 10.1007/BF01400221.
2. ↑  Z. B. wird die Supraleitung in der BCS-Theorie dadurch erklärt, dass die Energie des Elektronengases im „normalen“ Grundzustand noch abgesenkt werden kann, indem sich als Folge einer anziehenden Elektron-Elektron-Wechselwirkung, die durch das Kristallgitter vermittelt wird, unter Energiegewinn Cooper-Paare bilden.
3. ↑  Zuweilen wird der Begriff Fermi-Energie, anders als in diesem Artikel, nur für Systeme bei {\displaystyle T=0\,\mathrm {K} } verwendet, während Fermi-Niveau auch bei {\displaystyle T>0} verwendet werden kann. Diese Unterscheidung ist nicht allgemein verbreitet und wird hier nicht gemacht.
4. ↑  Gabriele Giuliani, Giovanni Vignale: Quantum Theory of the Electron Liquid. Cambridge University Press, 2005.